# Diamantina Shire
Koordinaten: 24° 19′ S, 139° 27′ O

Das Shire of Diamantina ist ein lokales Verwaltungsgebiet (LGA) im australischen Bundesstaat Queensland. Das Gebiet ist 94.730,5 km² groß und hat etwa 290 Einwohner.

## Geografie
Das Shire liegt im Channel Country im australischen Outback im Nordwesten des Staats an der Grenze zum Northern Territory und South Australia. Es ist etwa 1400 km von der Hauptstadt Brisbane und 570 km von Alice Springs entfernt.
Verwaltungssitz und zweitgrößter Ort der LGA ist die Stadt Bedourie mit etwa 120 Einwohnern. Größter Ort ist Birdsville mit etwa 140 Bewohnern. Die Siedlung Betoota im Südosten des Shires wurde 2004 aufgegeben, allerdings finden hier jährlich noch das Betoota Horse and Motorbike Gymkhana und das Betoota Race statt.
Teilweise oder vollständig auf dem Gebiet des Shires liegen der Simpson-Desert-Nationalpark, der Diamantina-Nationalpark und der Astrebla-Downs-Nationalpark.

## Geschichte
Benannt ist das Gebiet nach dem Diamantina River, der seinen Namen von Lady Diamantina Roma hat, der Frau des ersten Gouverneurs von Queensland. 1886 wurde eine lokale Verwaltung in dem Gebiet eingerichtet, zuerst im südlich an der Grenze zu South Australia gelegenen Birdsville, später zog sie ins zentralere Bedourie um.

## Verwaltung
Der Diamantina Shire Council hat fünf Mitglieder. Der Mayor (Bürgermeister) und vier weitere Councillor werden von allen Bewohnern des Shires gewählt. Die LGA ist nicht in Wahlbezirke unterteilt.